# Белл, Джон (актёр)
Джон Белл (англ. John Bell, род. 20 октября 1997, Пейсли, Шотландия) — шотландский актёр. Наиболее известен по роли Баина в двух фильмах трилогии «Хоббит», Ангуса в «Морском бое» и Элея в «Гневе титанов». Он также сыграл Иана Мюррея-младшего в телесериале «Чужестранка».

## Карьера
Белл дебютировал в 2007 году в эпизоде «Утопия» сериала «Доктор Кто». Девятилетний Белл выиграл соревнование «Blue Peter» для того, чтобы сыграть в этом эпизоде. В марте 2008 года он пел в рекламе шоу талантов на BBC Two I’d Do Anything. В 2009 году он исполнил главную роль в драматической короткометражке «Транзит».
В 2009 году Белл дебютировал в кино, снявшись в фильме «Сияние радуги». В 2009—2010 годах он играл Энтони Уивера в телесериале «Жизнь Райли», а в 2011 году появился в телефильме «Хэтти» в роли Робина ле Месерье. В 2010—2011 годах он играл Тоби Коулмана в детском телесериале «Возвращение Трейси Бикер», отмеченном наградой BAFTA. В июле 2011 года Screenterrier назвал Белла одним из двенадцати восходящих звёзд Великобритании.
В 2012 году Белл сыграл роль Элея в фэнтези-фильме «Гнев титанов», а также Ангуса в научно-фантастическом фильме «Морской бой». В том же году он появился в мини-сериале «Хэтфилды и Маккои». В 2013 и 2014 годах Белл играл Баина, сына Барда Лучника, во второй и третьей частях кинотрилогии «Хоббит»: «Хоббит: Пустошь Смауга» и «Хоббит: Битва пяти воинств».
В сентябре 2016 года Белл получил регулярную роль Иана Мюррея-младшего в телесериале «Чужестранка».

## Фильмография
| Год          |     | Русское название           | Оригинальное название                     | Роль                              |
| ------------ | --- | -------------------------- | ----------------------------------------- | --------------------------------- |
| 2007         | с   | Доктор Кто                 | Doctor Who                                | Крит                              |
| 2009         | кор | Транзит                    | Transit                                   | Коннор                            |
| 2009         | ф   | Сияние радуги              | A Shine of Rainbows                       | Томас                             |
| 2009—2010    | с   | Жизнь Райли                | Life of Riley                             | Энтони Уивер                      |
| 2011         | тф  | Хэтти                      | Hattie                                    | Робин ле Месерье                  |
| 2010—2011    | с   | Возвращение Трейси Бикер   | Tracy Beaker Returns                      | Тоби Коулман                      |
| 2012         | ф   | Гнев титанов               | Wrath of the Titans                       | Элей                              |
| 2012         | ф   | Морской бой                | Battleship                                | Ангус                             |
| 2012         | мтф | Хэтфилды и Маккои          | Hatfields & McCoys                        | Билли Демпси                      |
| 2013         | с   | Убийства в Мидсомере       | Midsomer Murders                          | Джейми Карр                       |
| 2013         | ф   | Хоббит: Пустошь Смауга     | The Hobbit: The Desolation of Smaug       | Баин                              |
| 2014         | кор |                            | Tracks                                    | Эд                                |
| 2014         | ф   | Хоббит: Битва пяти воинств | The Hobbit: The Battle of the Five Armies | Баин                              |
| 2015         | кор |                            | Billy the Kid                             | Билли                             |
| 2017         | ф   | T2: Трейнспоттинг          | T2 Trainspotting                          | Дэниел «Кочерыжка» Мёрфи (20 лет) |
| 2017         | с   | В пустыне смерти           | Into the Badlands                         | Дэниел                            |
| 2017 — н. в. | с   | Чужестранка                | Outlander                                 | Иан Мюррей-младший                |
| 2018         | ф   |                            | The Man in the Box                        | Ники                              |